# Бюро по защите Конституции
Бюро по защите Конституции (БЗК), или Бюро по защите Сатверсме (БЗС, латыш. Satversmes aizsardzības birojs, SAB) — невоенный институт государственной безопасности Латвии.
SAB обладает правом прослушки телефонных разговоров, обнаружения шпионов, вербовки агентов за рубежом. SAB является головным органом по осуществлению разведывательных и контрразведывательных функций, а также защите секретов НАТО и ЕС.
По закону нельзя засекречивать информацию о стихийных бедствиях и катастрофах, состоянии среды, здравоохранения, образования, и демографической ситуации. Запрещено скрывать данные о нарушениях прав человека, случаях коррупции и незаконных действиях должностных лиц. Также незаконно утаивать сведения об экономическом состоянии государства и наполняемости бюджета.

## История
Бюро образовано в 1995 году на основании принятого Сеймом закона «О Бюро по защите Конституции».
С 6 ноября 1995 года в ведение Бюро передан Центр по документированию последствий тоталитаризма, созданный по решению президиума Верховного Совета Латвийской Республики от 16 апреля 1992 года и работавший до этого в подчинении Министерства юстиции.
В 2003 году в Бюро было создано Учреждение национальной безопасности (латыш. Nacionālā drošības iestāde), что было обязательным требованием для вступления в ЕС и НАТО. Последние инспекции — Бюро безопасности генерального секретариата Евросовета в 2012 году и Бюро безопасности НАТО в 2015 году показали, что все необходимые требования безопасности в Бюро и Учреждении соблюдаются и они вправе и дальше получать секретную информацию.
26 октября 2004 года Кабинет министров принял «Список объектов гостайны», указав на ту информацию военного, политического, экономического, научного, технического или иного характера, утрата которой может нанести ущерб Латвии. В сфере защиты гостайны Бюро ведёт проверку лиц, которым нужно выдать или продлить допуск, а также проверяет и аккредитует помещения, предназначенные для работы с классифицированной информацией.
По данным опроса экономически активных жителей Латвии в возрасте от 18 до 55 лет, проведенного в 2012 году, только 3 % из них считают, что они хорошо информированы о Бюро по защите Сатверсме и его главных функциях. По 46 % латвийцев признались, что либо что-то знают о Бюро, либо ничего не знают о нём.
В ведении Бюро с момента его образования находилась картотека агентов и внештатных сотрудников КГБ Латвийской ССР, так называемые «мешки ЧК». 20 декабря 2018 года она была наконец опубликована.

## Руководители
1. Лайнис Камалдиньш (1995—2003)
2. Янис Кажоциньш (2003—2013)
3. Янис Майзитис (2013—2021)
4. Эглис Звиедрис с 2022 года.

## Правовая база
- Закон ЛР «О государственной тайне» (латыш.)
- Постановление кабинета министров «Перечень объектов, составляющих государственную тайну» (латыш.)
- «Правила защиты государственной тайны и информации, относящейся к Организации Североатлантического договора, Европейскому союзу и иностранным учреждениям» (латыш.)

Доступ к гостайне низкой и средней степени дают Полиция безопасности, а также Военная разведка и контрразведка. За самую высокую категорию допуска, в том числе к секретам НАТО, отвечает Бюро.
Разрешение может быть выдано на разный срок. Например, министра здравоохранения Гунтиса Белевича допустили к гостайне на 7 месяцев. Максимальный срок допуска — 5 лет. Превентивно в допуске отказывают тем, у кого есть склонность к предательству, зависимости, которых можно вербовать.

## Лица, лишённые доступа к гостайне
Из-за возражений Бюро по поводу возможности предоставления должностным лицам доступа к гостайне лишилась поста в 2014 году министр юстиции от Национального объединения Байба Брока, депутаты от «Согласия» Янис Адамсонс и Зента Третьяк, от Национального объединения Карлис Креслиньш, от «Единства» Вейко Сполитис. В 2015 году была уволена директор Госканцелярии Элита Дреймане, хотя до этого она 14 лет имела доступ к гостайне, который не был ей возобновлён. В 2018 году в допуске к гостайне было отказано бывшему госконтролёру Ингуне Судрабе и президенту Банка Латвии Илмару Римшевичу, против которого было возбуждено уголовное дело о коррупции.

## Расследования в отношении сотрудников
В 2012 году портал pietiek.com со ссылкой на документ Генеральной прокуратуры утверждал, что Бюро по защите Сатверсме использовало контакты с предпринимателями, близкими к чеченскому бизнесмену Беслану Абдулмуслимову, чтобы организовать сбор компромата на политические объединения «Центр согласия» и Visu Latvijai!. Выдворенный из Латвии 3 августа Тимур Джамалдаев сообщил, что сотрудник контрразведки Айгар Спаранс предлагал ему найти компрометирующие сведения о политиках этих объединений, либо их подкупить, используя техническую помощь БЗС, в том числе меченые денежные купюры. Этот же сотрудник отмечен активным участием в бизнес-сделках: швейцарский адвокат Рудольф Мерони показал в суде, что Спаранс не только сопровождал его на собрание акционеров Ventbunkers, но и был инициатором и организатором этого собрания.
В 2016 году было опубликовано объемное расследование «Спрут» (латыш. «Astoņkājis»), в котором описывается, как Айгар Спаранс организовал преступный синдикат, используя свое служебное положение для сбора и передачи компромата на политиков, продвижения людей на государственные посты, вымогательства. Под его началом находятся: сотрудник Бюро Гинтс Фрейманис, сотрудники Полиции безопасности Руслан Никифоров, Интс Улманис и Ивар Лаздиньш, сотрудники Бюро по предотвращению и борьбе с коррупцией Юрис Юраш, Айгарс Прусакс, Анджейс Клявиньш, сотрудник Военной разведки Майгурс Стрикис. В Финансовой полиции и Службе госдоходов также есть люди Спаранса, которые выманивают деньги у предпринимателей, прикрывают за вознаграждение сети по отмыванию денег и фальшивые сделки с налогом на добавленную стоимость, прикрывают контрабандистов. Коррупция затронула также Государственную полицию.